# Mycodiplosis sphaerothecae
Mycodiplosis sphaerothecae är en tvåvingeart som först beskrevs av Ewald Rübsaamen 1889.  Mycodiplosis sphaerothecae ingår i släktet Mycodiplosis och familjen gallmyggor. Inga underarter finns listade i Catalogue of Life.